# Герб Бачини
Герб Бачини — один з офіційних символів села Бачина, Старосамбірського району Львівської області.
Автор — Андрій Гречило.

## Історія
Символ затвердила ХІІ сесія  Торчиновицької сільської ради 3-го скликання рішенням  від 22 лютого 2001 року.

## Опис (блазон)
У синьому полі дві золоті перехрещені шаблі вістрями додолу, над ними — герб Сас (золоті півмісяць і стріла, обабіч якої по 6-променевій зірці).
Щит вписаний у еклектичний картуш, увінчаний золотою сільською короною.

## Зміст
Шаблі та герб Сас уживалися на печатці села в ХІХ ст. Ці елементи підкреслюють давні традиції цього шляхетського поселення.
Золота корона з колосків вказує на статус сільського населеного пункту.